# Mandawuy Yunupingu
Pour les articles homonymes, voir Yunupingu.
Mandawuy Yunupingu, né le 17 septembre 1956 à Yirrkala, et mort dans cette ville le 2 juin 2013, est un musicien australien. Son nom aborigène est Gutjuk. Mandawuy signifie "né de l'argile". 

## Biographie
Membre du peuple yolngu, un peuple aborigène, il naît à Yirrkala, petite ville du Territoire du Nord, maison du didgeridoo, fondée initialement comme mission méthodiste auprès des Yolngu. Il devient enseignant au sein de sa communauté, tout en poursuivant des études et en s'apprenant à jouer de la guitare ; sa première chanson, Djapana: Sunset Dreaming (1983) exprime son attachement à sa terre et à sa famille, et évoque l'injustice d'un gouvernement qui refuse de reconnaître la propriété coutumière des terres autochtones. Il obtient une licence en Éducation à l'Université Deakin en 1987, et devient proviseur de l'école de Yirrkala en 1990. Il est le premier Aborigène issu d'une communauté reculée (non-urbaine) à obtenir un diplôme universitaire, et le premier Aborigène à devenir proviseur. Il développe une pédagogie « biculturelle » qui s'appuie à la fois sur les méthodes d'éducation traditionnelles des Yolngu et sur les méthodes occidentales. Sa pédagogie, influente et reconnue, lui vaut un doctorat honorifique de l'Université de technologie du Queensland en 1998.
En 1986, il cofonde le groupe de musique Yothu Yindi, dont il est le chanteur et pour lequel il compose les chansons. Le groupe comprend à la fois des musiciens autochtones et blancs : entre autres, Witiyana Marika, Mikayngu Munumgurr, et son cousin Gurrumul Yunupingu. Son second album Tribal Voice (1991), est un succès international, notamment avec sa chanson Treaty, qui appelle à un traité pour reconnaître officiellement les populations autochtones d'Australie, et permettre la réconciliation et l'unité nationale. Il quitte alors son poste de proviseur pour se consacrer à la musique, et à une tournée internationale. En 1992, Yothu Yindi obtient cinq ARIA Awards. Yunupingu est nommé Australien de l'année (en) lors de la fête nationale en 1993, en reconnaissance de son influence et de sa promotion du dialogue interculturel. Le journal The Australian le décrit par la suite comme « l'homme aborigène le plus célèbre de sa génération ».
Il est le frère cadet du célèbre activiste Galarrwuy Yunupingu et de l'artiste Gulumbu Yunupingu, et le cousin du chanteur Geoffrey Gurrumul Yunupingu. Il s'est marié à une de ses collègues, Gatjilayngu Maymuru, membre du clan Rirritjingu. Il a eu cinq filles de sa femme et cinq petits-fils.
Après des années de maladie rénale, et ayant lutté contre des problèmes d'alcoolisme, il meurt le 2 juin 2013, à l'âge de 56 ans. Le premier ministre australien en personne lui a rendu hommage.